# 브루아강
브루아강[프랑스어: Broye, 프랑코프로방스어: Brouye /bʁuj(ə)/ (도움말·정보)]은 스위스 프리부르주와 보주에 있는 68 km 길이의 강이다. 유역 면적은 850 km2이다.

## 경로
원류는 뷜의 남서쪽에 있는 프리부르주/보주 프레알프스의 셈살레에 있다. 그것은 프리부르주/보주 프레알프스를 따라 처음으로 남서쪽으로 흐르고 10 km 후에 북쪽으로 방향을 튼다. 강의 방향은 북동쪽으로 무동 근처에서 다시 바뀐다. 파예른에서 브루아강은 크고 농산물 계곡으로 흐르고 있다. 강은 먼저 모라호로 흘러들어간 다음 브루아 운하(Canal de la Broye)를 통해 뇌샤텔 호수로 흐른다.

### 지류
- 쁘띠 글란강
- Bressonne
- Lembe
- Arbogne

### 주요 경로
- 셈살레(Semsales)
- 오롱(Oron)
- 무동(Moudon)
- 리상스(Lucens)
- 파예른(Payerne)
- 살라보(Salavaux)
- 모라호(Lake Morat)
- 라소즈(La Sauge)
- 수지에(Sugiez)
- 뇌샤텔호(Lake Neuchatel)

## 같이 보기
- 스위스고원
- 쥐라 수로 보정